# Polpette

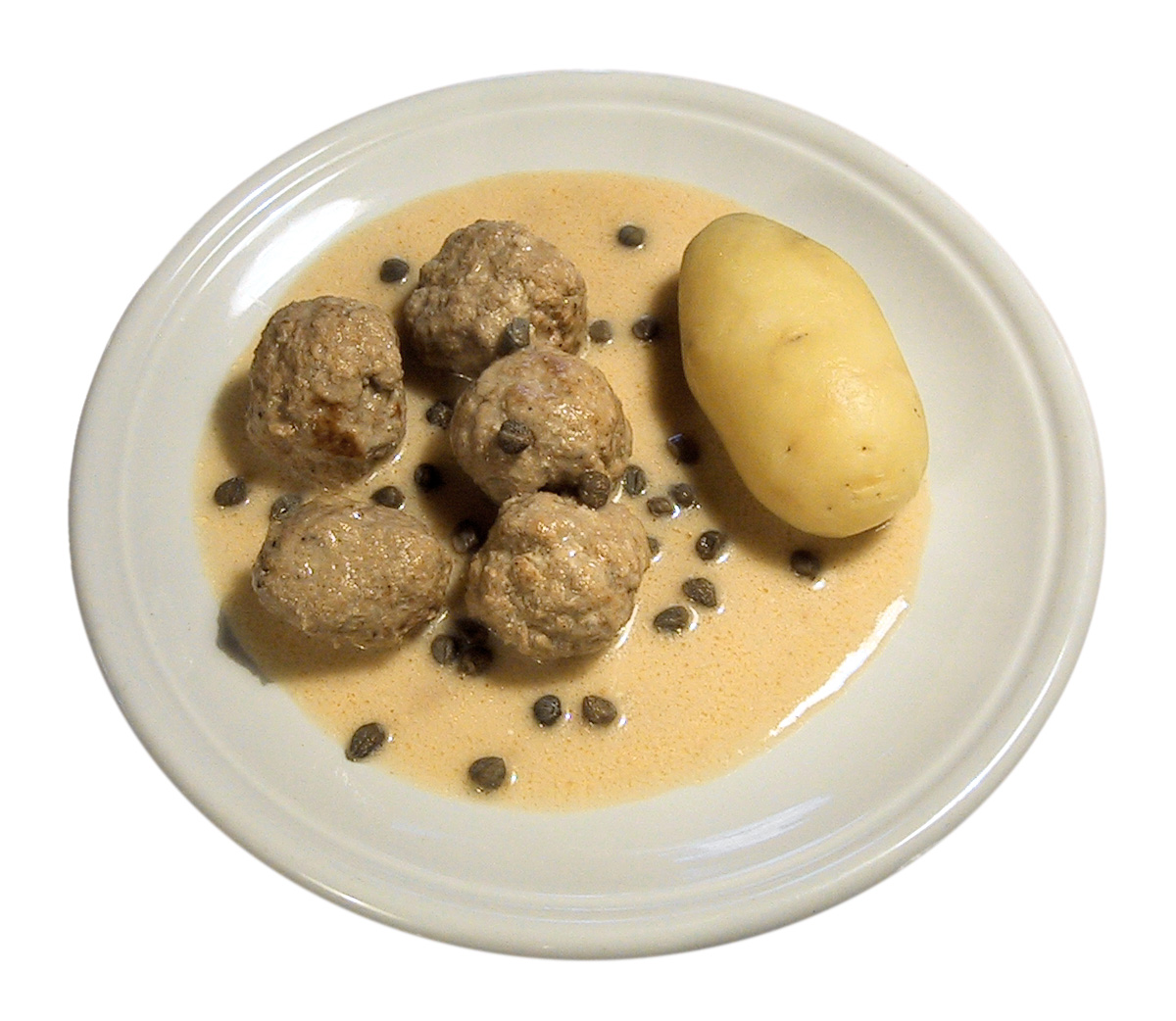
Le tradizionali polpette tedesche Königsberger, in salsa di capperi

Le polpette sono una pietanza a base di carne, verdure o pesce tritati finemente, con aggiunta di spezie e aromi, impastati in tuorli d'uovo, farina e pangrattato e servite a tavola come seconda portata. Una volta preparato l'impasto, se ne prendono via via piccole porzioni che, schiacciate e lavorate a mano, raggiungono la caratteristica forma rotondeggiante. Le si può cuocere in umido, in forno o fritte.

## Storia
Le polpette sono una preparazione che si trova già in Mesopotamia, nel IX secolo a.C. Le ricette furono successivamente diffuse in tutto il mondo antico, sia in Persia che in Grecia, Cina che in India.
Probabilmente, le prime ricette trovate in Italia sono quelle di Marco Gavio Apicio, cuoco romano, che tra il 35 a.C. e il 25 a.C. cucinava sicuramente delle polpette sia di carne sia di pesce (come si può vedere nei suoi libri di ricette, tramandati fino a oggi). Nonostante questo, non v'è traccia della parola "polpette", che appare soltanto nel secolo XV grazie al Libro de Arte Coquinaria di Maestro Martino, cuoco dell'allora camerlengo patriarca di Aquileia.
Nel capitolo I di questo libro - scritto in lingua volgare - l'autore delinea, a suo giudizio, i modi migliori per cucinare vari tagli di carne di differenti animali. Tra l'altro, scrive: «[...] carne de vitello, zioè il pecto davanti è bono allesso, et la lonza arrosto, et le cosse in polpette. [...] De la carne del cervo la parte denanzi è bona in brodo lardieri, le lonze se potono far arrosto, et le cosse son bone in pastello secco o in polpette».
Nel descrivere poi la preparazione di quelle che lui definisce polpette, Maestro Martino pare però alludere a una pietanza che noi, oggi, chiameremmo involtino allo spiedo. In ogni caso, nella storia della letteratura culinaria italiana, questa è la prima ricetta in assoluto espressamente dedicata alle polpette:
«Per fare polpette di carne de vitello o de altra bona carne. In prima togli de la carne magra de la cossa et tagliala in fette longhe et sottili et battile bene sopra un tagliero o tavola con la costa del coltello, et togli sale et finocchio pesto et ponilo sopra la ditta fetta di carne. Dapoi togli de petrosimolo, maiorana et de bon lardo et batti queste cose insieme con un poche de bone spetie, et distendile bene queste cose in la dicta fetta. Dapoi involtela inseme et polla nel speto accocere. Ma non la lassare troppo seccar al focho».

## Le polpette secondo l'Artusi

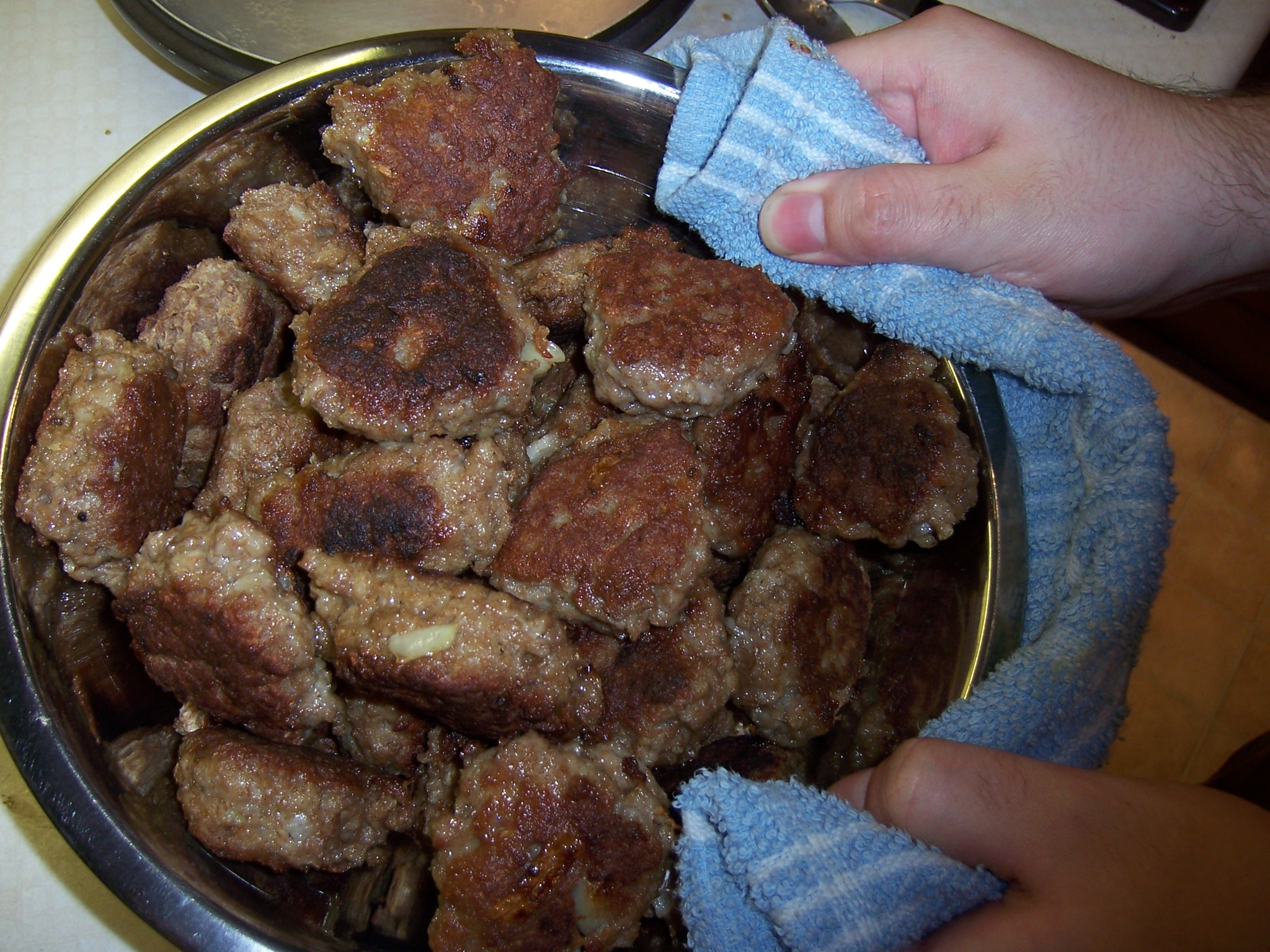
Frikadeller danesi appena cotte

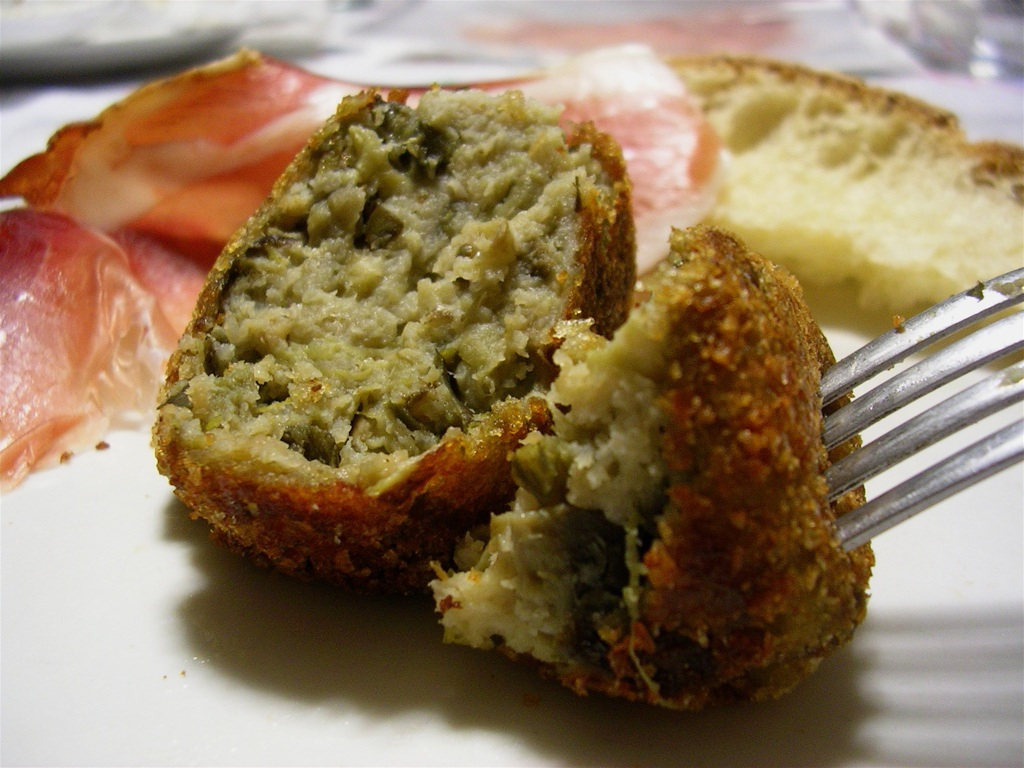
Polpetta di melanzane

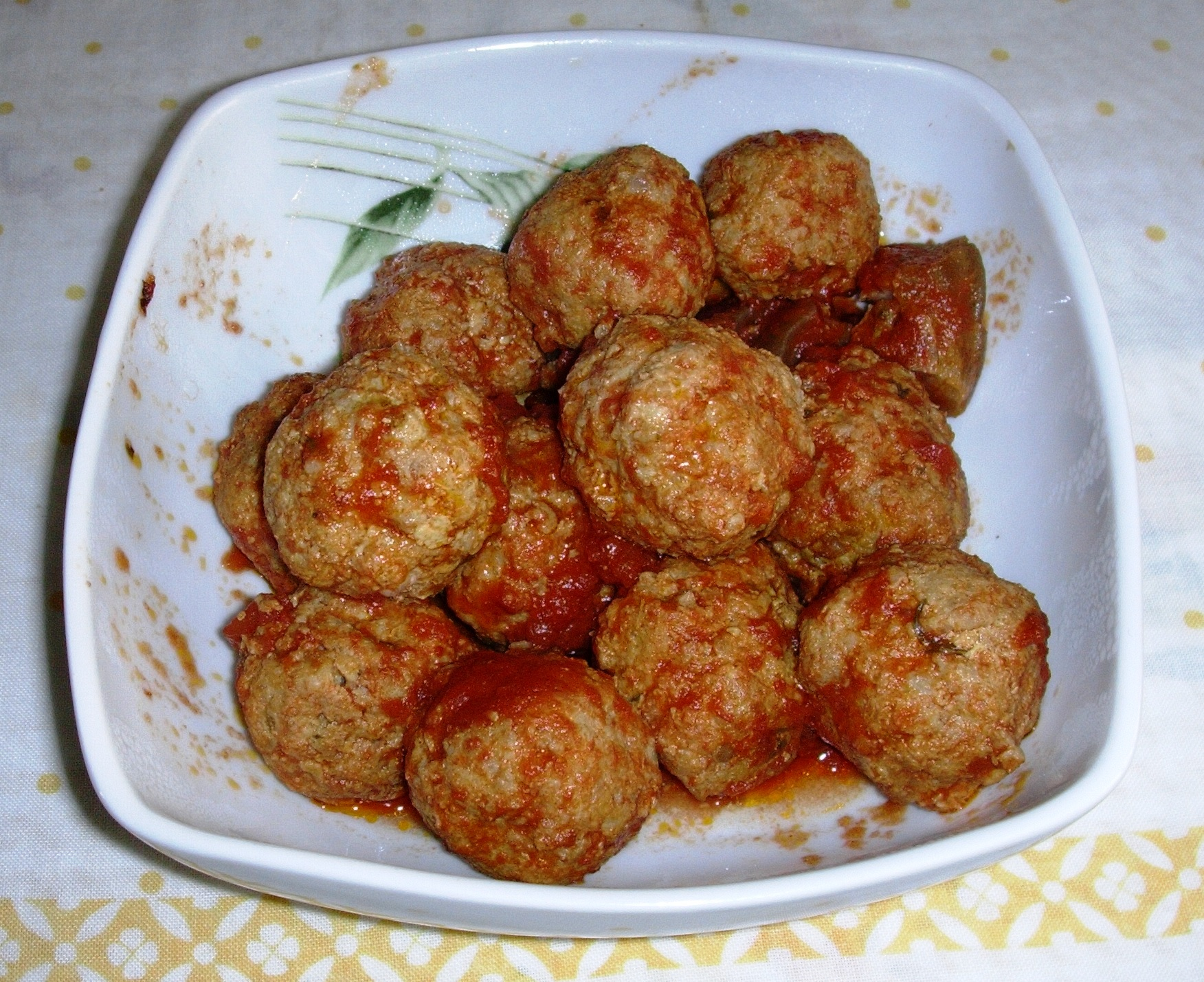
Polpette alla mammolese, preparate con carne di maiale, tipiche della Calabria

Pellegrino Artusi, nel suo ben noto manuale La scienza in cucina e l'arte di mangiar bene (1891), così ci presenta le polpette: «Non crediate che io abbia la pretensione d'insegnarvi a far le polpette. Questo è un piatto che tutti lo sanno fare cominciando dal ciuco, il quale fu forse il primo a darne il modello al genere umano. Intendo soltanto dirvi come esse si preparino da qualcuno con carne lessa avanzata; se poi le voleste fare più semplici o di carne cruda, non è necessario tanto condimento. Tritate il lesso colla lunetta e tritate a parte una fetta di prosciutto grasso e magro per unirla al medesimo. Condite con parmigiano, sale, pepe, odore di spezie, uva passolina, pinoli, alcune cucchiaiate di pappa, fatta con una midolla di pane cotta nel brodo o nel latte, legando il composto con un uovo o due a seconda della quantità. Formate tante pallottole del volume di un uovo, schiacciate ai poli come il globo terrestre, panatele e friggetele nell'olio o nel lardo. Poi con un soffritto d'aglio e prezzemolo e l'unto rimasto nella padella passatele in una teglia, ornandole con una salsa d'uova e agro di limone».

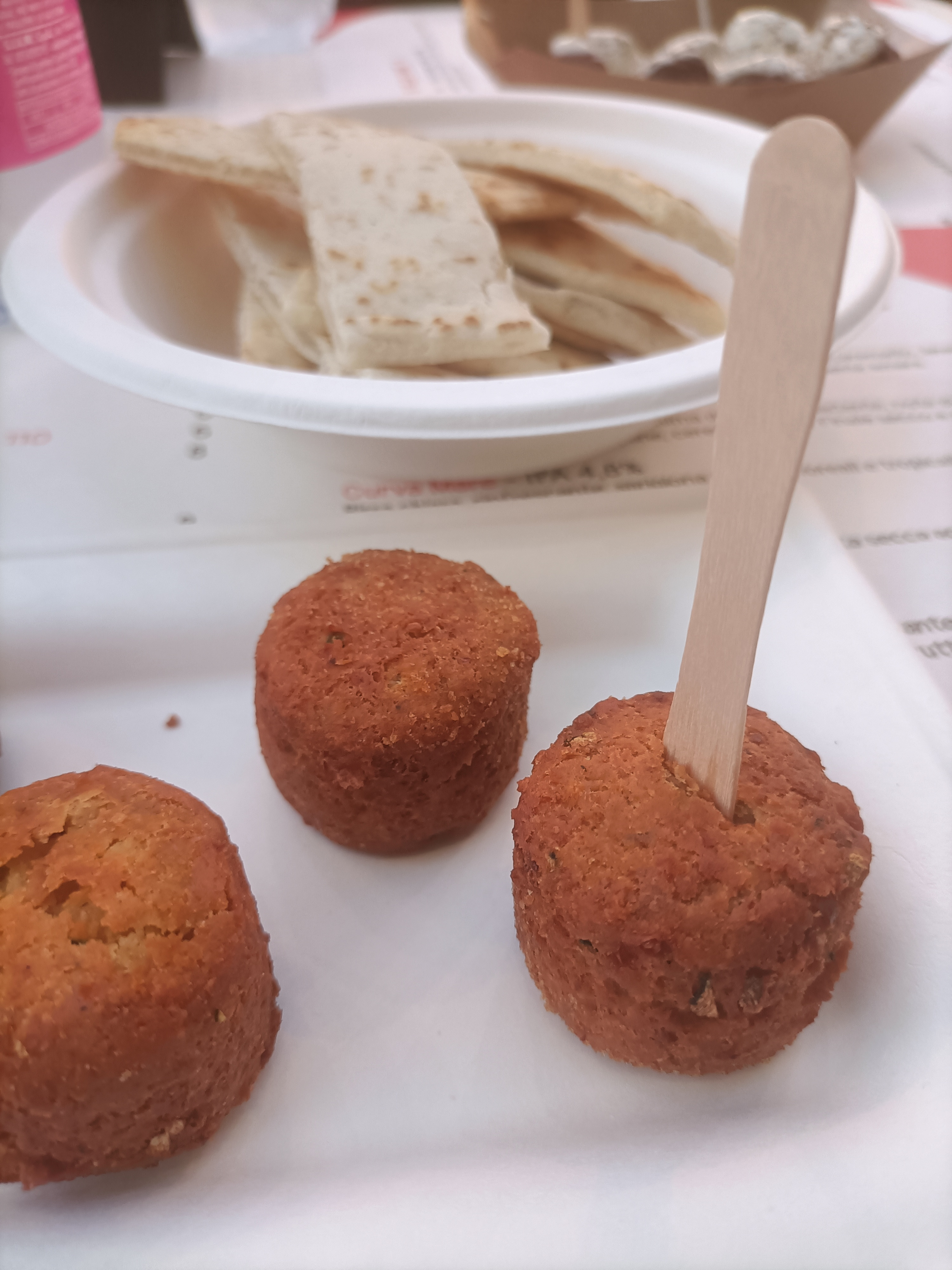
Polpette di verdure e legumi impanate

Di là dalla raffinata salsa in fricassea con cui l'Artusi ci suggerisce di condire il piatto, questo scritto ci ricorda come, almeno in determinati periodi storici, le polpette siano state anche un modo per riciclare gli avanzi di carne, specialmente del lesso. Il trito ci permette di mescolare e "nascondere" gli ingredienti originali, lasciandoci solo da assaporare il gusto finale. Com'è accaduto per altri cosiddetti "piatti poveri", anche le polpette hanno conosciuto la loro evoluzione, divenendo un piatto a sé stante, preparato acquistando appositamente gli ingredienti ed evitando, quasi completamente, il riciclo di eventuali avanzi. Oggigiorno, si privilegiano materie prime "ricche", quali: carne macinata fresca, Parmigiano grattugiato, prosciutto o mortadella (sempre triturati); oppure le si prepara col pesce (ad esempio il baccalà), o di verdure.

## Etimologia
L'etimologia del termine "polpetta" è, ancora oggi, non del tutto chiara. Secondo alcune interpretazioni, potrebbe derivare dal francese paupière (palpebra), poiché si vuol individuare, nella loro preparazione, un movimento delle mani simile a quello delle palpebre, quando si chiudono per proteggere gli occhi. 
Considerando però - come ci dice Maestro Martino - che in origine le polpette non erano fatte con carne macinata e quindi non c'era nessuna particolare manualità alla quale poter collegare la parola paupière, è più probabile che l'etimo sia da individuare nel tipo di carne anticamente privilegiata per questa pietanza: il taglio più tenero del vitello o del cervo, cioè la polpa.
Probabilmente l'italiano "polpetta" è un diminutivo in -etta dalla parola latina "pulpa, ae" che indica propriamente la carne senz'osso.

## Varianti

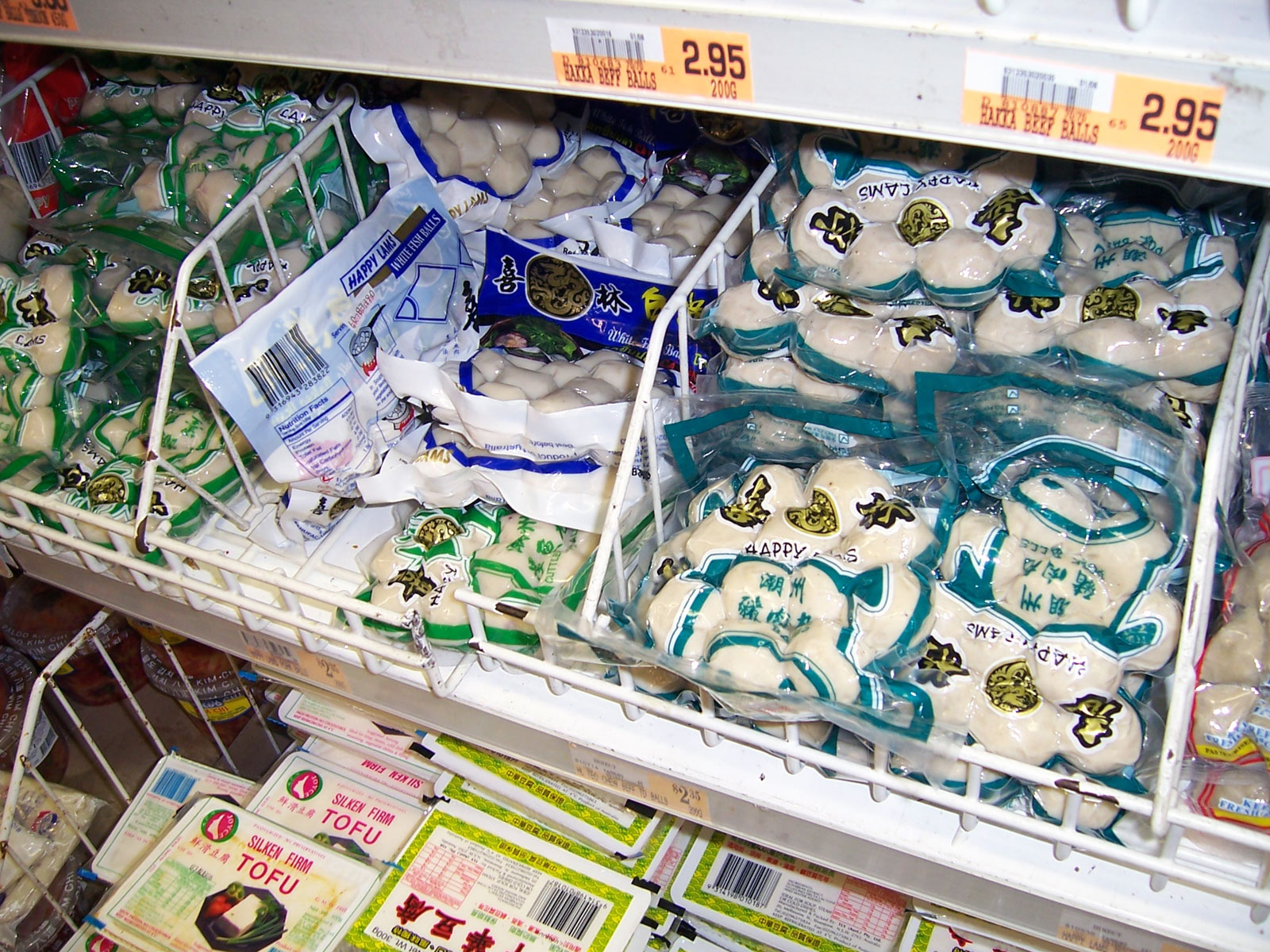
Una variante cinese della polpetta sia di carne sia di pesce

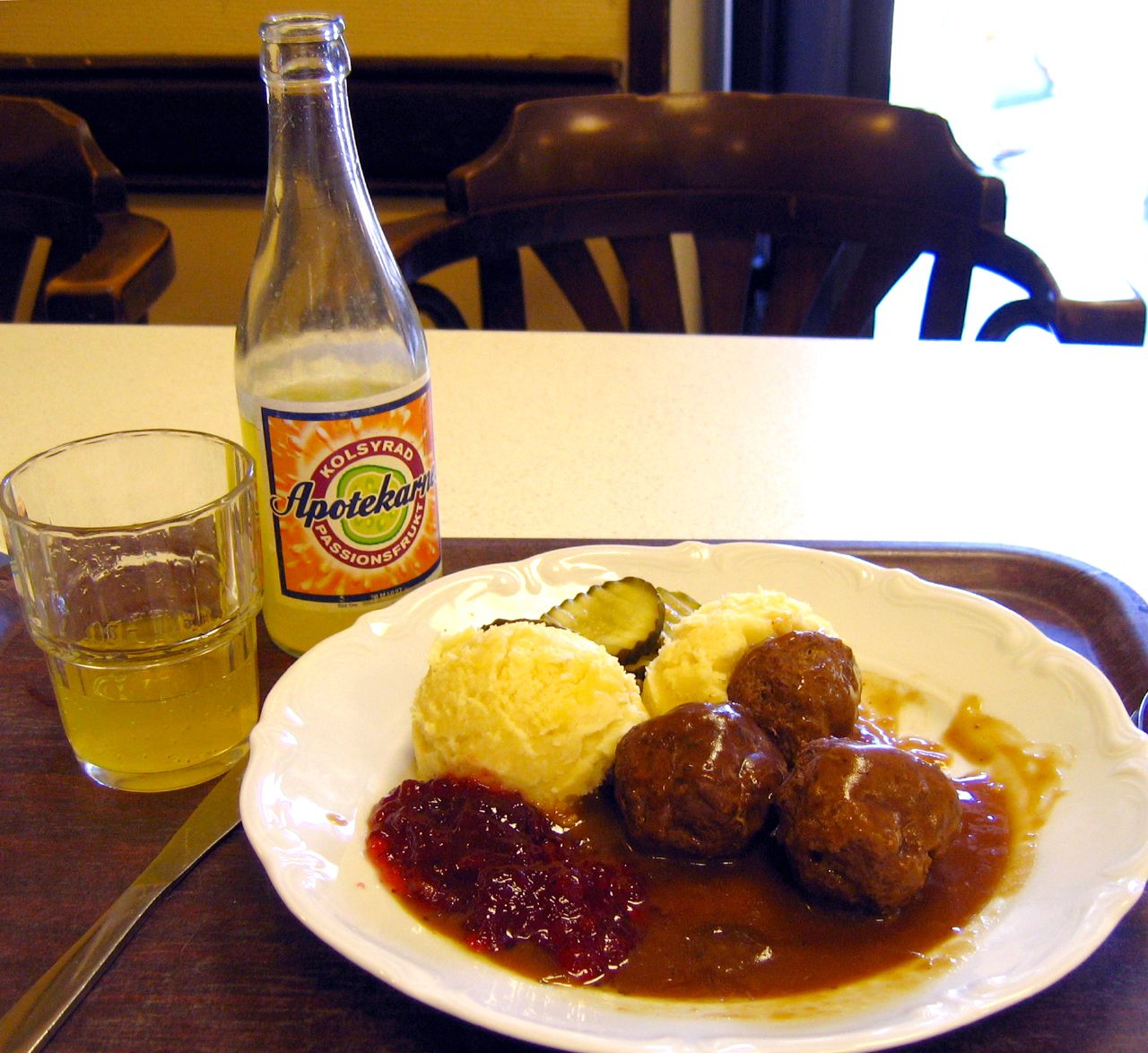
Un piatto di polpette svedesi (Köttbullar)

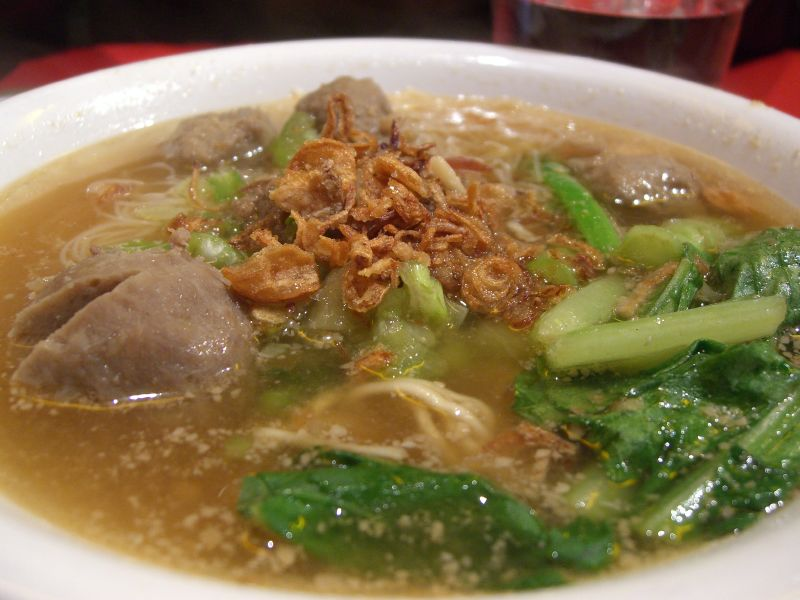
Zuppa di noodles indonesiana con polpette basko

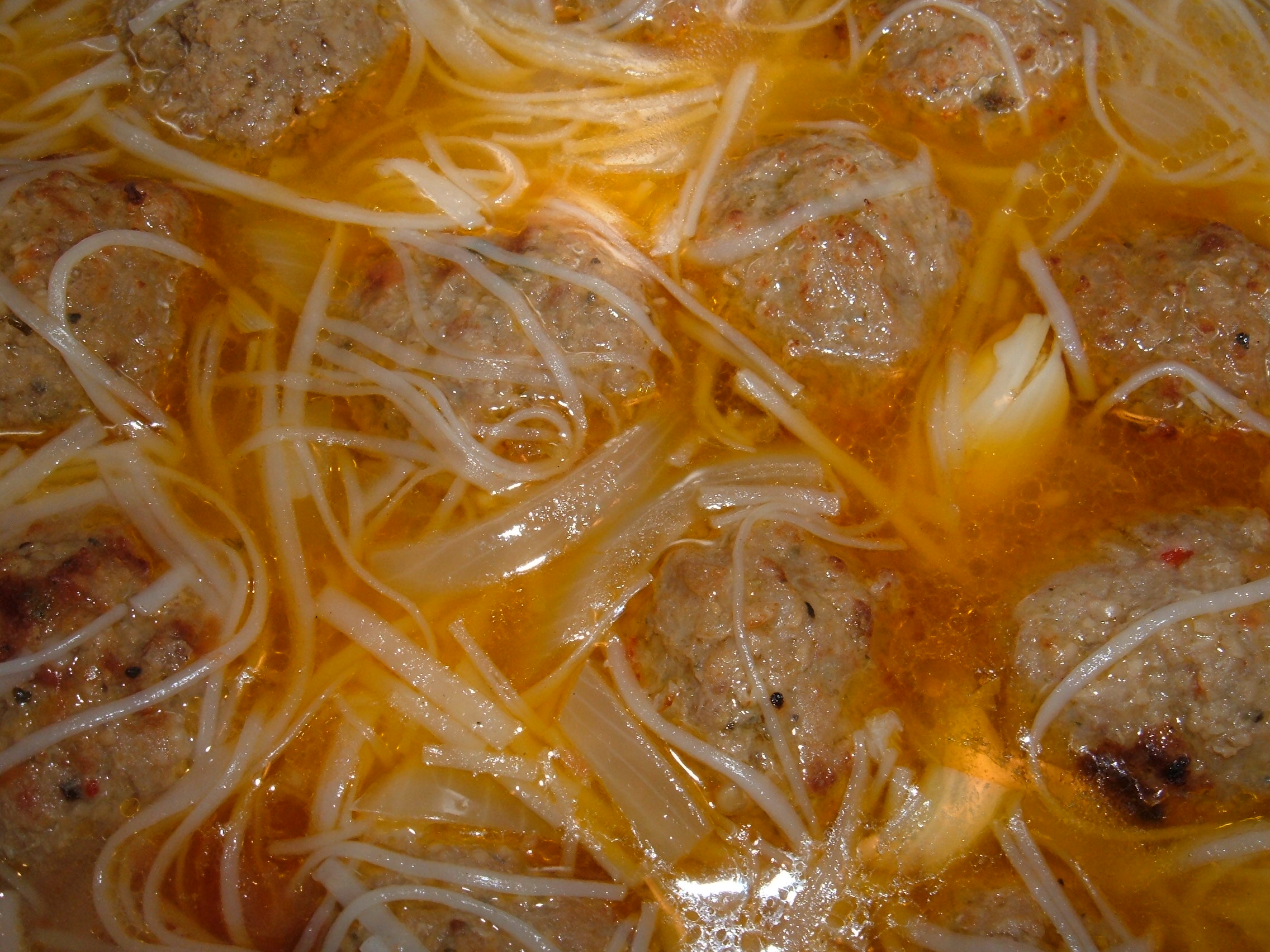
Almondigas filippine

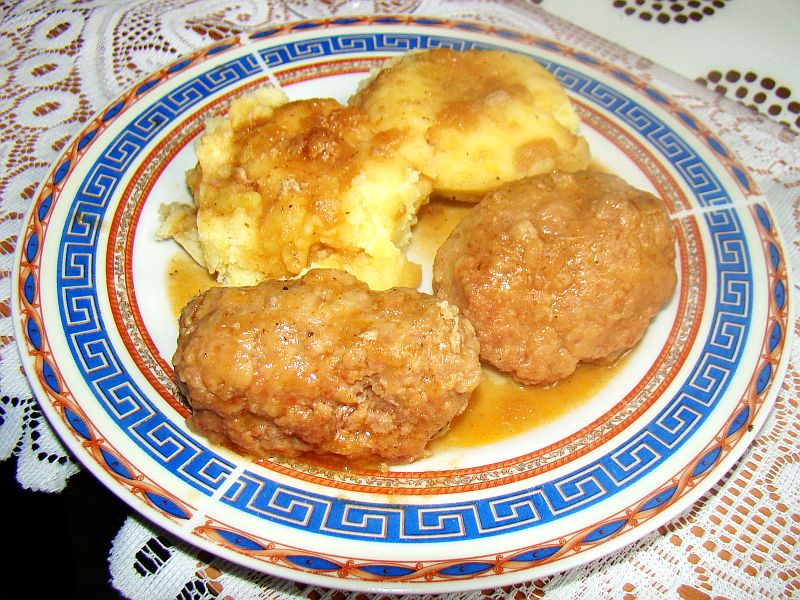
Klopsy con purè di pomodori dalla Polonia

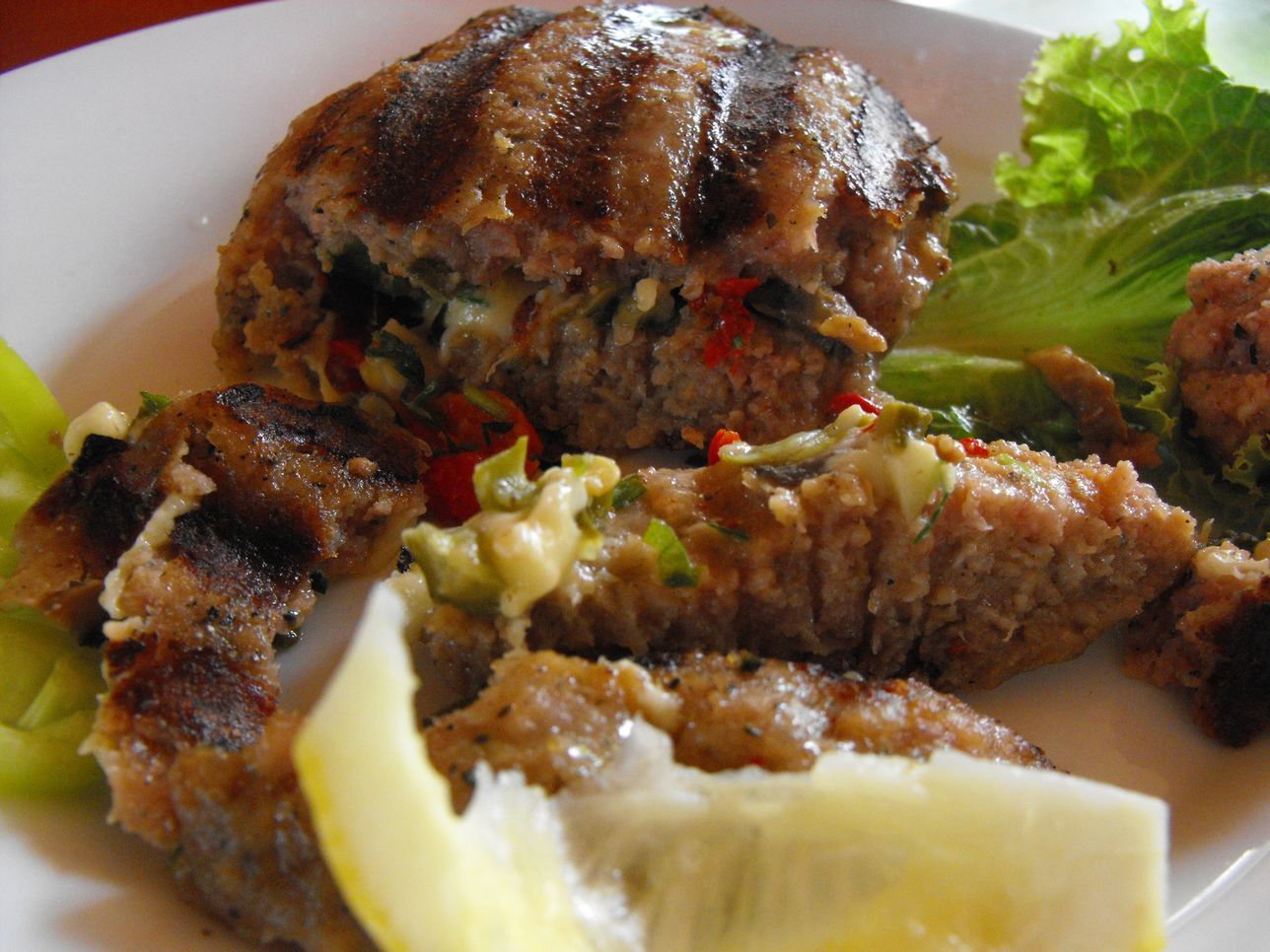
Una grossa polpetta bulgara, la tatarsko kufte

- In Afghanistan, le polpette vengono consumate come piatto tradizionale assieme a varie zuppe casalinghe. Recentemente vengono anche aggiunte grigliate come guarnizione della pizza.
- In Albania vengono servite fritte e prendono il nome di qofte të fërguara. Nella preparazione viene aggiunta anche la feta.
- In Austria, vengono invece chiamate Fleischlaibchen o Fleischlaberl.
- In Belgio, le polpette sono indicate come ballekes o bouletten nelle Fiandre, vengono solitamente preparate con una mistura di carne di manzo e maiale unita a pangrattato e cipolle affettate. Esistono molteplici varianti a seconda della mistura di carne o delle verdure utilizzate.
- Nella cucina cinese le polpette (in particolare, nella cucina tradizionale di Shanghai) sono solitamente preparate con carne di maiale e cotte a vapore o bollite, con l'aggiunta di salsa di soia. Questo tipo di polpette sono particolarmente grosse e vengono chiamate testa di leone, con un diametro dai 5 ai 10 centimetri. Varianti più piccole vengono chiamate palle di maiale e vengono usate per le zuppe. Una variante della cucina cantonese, le polpette al vapore, sono preparate con il manzo e vengono servite come parte della cucina dim sum. Piatti simili sono le palle di manzo e le palle di pesce, queste ultime preparate con pesce precedentemente seccato e poi ridotto in polvere. Nel nord della Cina polpette dalla forma irregolare preparate con carne macinata e farina vengono fritte per immersione e servite in cerimonie particolari.
- In Danimarca le polpette sono conosciute come frikadeller e vengono preparate con carne di maiale, talvolta anche vitello, cipolle, uova, sale e pepe per poi essere trasformate in pallette solitamente schiacciate. Vengono poi fritte in padella in burro o margarina.
- In Finlandia invece vengono chiamate lihapullat e vengono preparate con carne di manzo, maiale e talvolta anche di renna, unita a pangrattato immerso nel latte e cipolle finemente tritate. Vengono aromatizzate con pepe bianco e sale, prima di essere servite assieme a patate bollite, marmellata di mirtillo rosso (lingoberry) e talvolta da cetrioli sottaceto.
- Nella cucina tedesca le polpette prendono il nome di frikadelle, fleischpflanzerl, bulette o klopse. Una delle varianti più note sono le Königsberger Klopse (o polpette di Königsberg) che vengono preparate con acciughe o aringhe saltate e servite con salsa di capperi.
- In Grecia le polpette fritte prendono il nome di keftédes (κεφτέδες) includendo oltre alla carne macinata, anche cipolle e foglie di menta. Le polpette al forno sono invece chiamate yuvarlákia (γιουβαρλάκια: dalla parola in lingua turca yuvarlak, che significa "tondo") e includono, talvolta, piccole quantità di riso.
- In Iran i tipi di polpette sono molteplici. Se cucinate al forno prendono il nome di kufteh ("macinato" in lingua persiana). Se fritte (tipicamente di dimensioni molto piccole) vengono chiamate kal-e gonjeshki (letteralmente "testa di passero"). Entrambi i tipi vengono consumati assieme a pane iraniano o riso e sono solitamente speziate o aromatizzate con erbe. La kufteh, in particolare, può contenere delle uova sode o frutta secca nella mistura di carne.
- In Italia, per estensione, il termine "polpetta" indica anche tutte le analoghe pallottole contenenti ingredienti diversi dalla carne, come le polpette di riso, le polpette di aragosta o le polpette di melanzane.
- In Indonesia le polpette prendono il nome di baskó e vengono solitamente servite in ciotole o tazze come zuppa, assieme a noodles, beancurd (un tipo di tofu), uova, siomay (carne cotta al vapore) e wonton croccanti. La polpetta basko è cucinata in tutta l'Indonesia in modi spesso differenti tra loro, tuttavia le varianti bakso Solo e bakso Malang (dalle città di Solo e Malang) sono le più diffuse e note. Data l'alta percentuale di musulmani in Indonesia, le polpette sono solitamente preparate con carne di manzo, talvolta mescolata alla carne di pollo.
- Nella cucina giapponese vi sono i hanbāgu una sorta di polpetta/hamburger preparata con carne di manzo, panko (pangrattato) bagnato nel latte e un trito di cipolle sauté. Vengono consumate assieme a una salsa preparata con ketchup e salsa Worcester.
- In Norvegia prendono il nome di kjøttkaker (letteralmente "torta di carne") e ricordano le frikadeller danesi. Tuttavia la preparazione prevede l'uso del "magro" (ovvero solo la parte magra della carne macinata) di manzo. Vengono servite assieme a patate bollite, salsa gravy, marmellata di mirtillo rosso e talvolta piselli lessati o cipolle caramellate.
- Nelle Filippine le polpette vengono chiamate almondigas o bola-bola e vengono solitamente servite in una zuppa di riso e vermicelli chiamata misua assieme ad aglio tostato e ciccioli di maiale.
- Nei Paesi Bassi le polpette sono chiamate gehaktbal e sono solitamente servite con patate bollite e verdure cotte. Questa combinazione fu uno dei più popolari piatti di tutta la Germania per molti anni.
- In Polonia vengono invece preparate le pulpety o klopsy (pulpet e klops al singolare) e le pulpeciki (letteralmente "piccole pulpety"). Vengono servite cotte con una varietà di salse (come salsa di pomodoro, salsa gravy o salsa di funghi) e servite assieme a patate, riso o a un tipico porridge locale chiamato kasha. La preparazione prevede solitamente l'utilizzo di magro di carne aromatizzato, unito a cipolle e uova, pangrattato bagnato in latte o acqua. Possono essere di forma sia sferica sia schiacciate. Queste ultime, in vari Paesi, vengono considerate alla stregua dell'hamburger. Solitamente cotte al forno, la variante fritta prende il nome di mielony (abbreviativo di kotlet mielony - letteralmente "cotoletta macinata") e viene preparata in grosse quantità industriali e venduta nei supermercati.
- In Portogallo e Brasile le polpette vengono chiamate almôndegas e vengono solitamente fritte e servite assieme al riso.
- In Romania prendono il nome di chiftele o pârjoale e vengono solitamente fritte per immersione e preparate con carne di maiale o pollame, pangrattato inumidito e aglio. Le chiftele sono di dimensioni più ridotte e contengono una quantità inferiore di carne. Una variante più rozza e semplice viene utilizzata per preparare una tipica zuppa acida locale, la ciorbă de perişoare.
- In Spagna e America Latina le polpette vengono chiamate albóndigas, che deriva dall'arabo al-bunduq (che significa nocciola, o per estensione, un oggetto rotondo). Le albóndigas hanno avuto origine infatti come piatto arabo o berbero, importato in Spagna durante il periodo della colonizzazione musulmana. Vengono servite solitamente come antipasto o come portata principale, accompagnate da salsa di pomodoro.
- In Svezia le polpette sono il piatto nazionale e vengono chiamate köttbullar. Vengono preparate con un misto di carne di maiale, manzo e talvolta vitello, pangrattato inumidito nel latte, cipolle fritte finemente tritate, brodo di carne e, secondo alcune ricette, anche panna da cucina. Vengono aromatizzate con pepe bianco, pimento e sale[6]. Vengono servite, come in Finlandia, con salsa gravy, patate bollite, marmellata di mirtillo rosso e talvolta cetrioli sottaceto.
- Nel Regno Unito vengono cucinate le faggot, piccole polpette speziate a base di carne di maiale, in particolare il cuore, il fegato e la pancetta (o bacon) dell'animale. Vengono aggiunte erbe per aromatizzare e talvolta il pangrattato.
- Negli Stati Uniti le polpette vengono chiamate meatball (letteralmente palla di carne) e vengono servite assieme al piatto italo-americano spaghetti con polpette. Negli Stati Uniti meridionali la preparazione differisce leggermente, prevedendo un maggiore utilizzo di spezie nella miscela di carne e una maggiore dimensione della polpetta. Un'altra variante è la porcupine meatball ("polpetta porcospino") che prevede l'utilizzo del riso in fase di preparazione.
- In Ungheria, a seconda della zona di produzione, le polpette vengono chiamate fasirt (ˈfɒʃirt) o fasirozott (ˈfɒʃirozotː) entrambe provenienti probabilmente dall'austro-germanico faschierte Laibchen, parola che indicava appunto le polpette. Una variante preparata con il fegato, la májgombóc, viene consumata nella zuppa.
- In Vietnam le polpette, chiamate thịt viên, vengono utilizzate come ingrediente per il phở. È molto comune, altrimenti, la cottura delle polpette assieme alla salsa di pomodoro, cipolle finemente tritate e peperoni. Nel bún chả (specialità vietnamita a base di noodles di riso), le polpette vengono grigliate (chả) e aggiunte ai noodles di riso (bún) per essere poi immerse in una salsa a base di pesce aromatizzato con aceto, zucchero, aglio e peperoncini.